# Koya Handa
Koya Handa (半田 航也 Handa Koya?), född 27 september 1998 i Akita prefektur, är en japansk fotbollsspelare.
Handa började sin karriär 2020 i Blaublitz Akita.